# Hafner A.R.III Gyroplane
Hafner A.R.III Gyroplane var en brittisk autogiro, som konstruerades av österrikaren Raoul Hafner och tillverkades 1935 i at Martin-Baker Aircraft Companys fabrik i Denham, Buckinghamshire.
Den ensitsiga autogiron hade en trebladig rotor och drevs framåt av en 90 hästkrafters Pobjoy Niagara stjärnmotor i nosen. Den hade ett fast stjärthjul och i stjärtpartiet hade också en stor stjärtfena för att ge riktningsstabilitet. 
Autogiron premiärflög hösten 1935 på Heston Aerodrome. Den hyrdes senare ut till det statliga forskningsinstitutet Royal Aircraft Establishment för försök, men skrotades under andra världskriget. En tvåsitsig A.R.IV och en tresitsig A.R.V planerades, men tillverkningen stoppades på Short Brothers efter det att Hafner internerats i maj 1940.